# Simplicia undicosta
Simplicia undicosta là một loài bướm đêm trong họ Noctuidae.